# Plexaura pinnata
Plexaura pinnata is een zachte koraalsoort uit de familie Plexauridae. De koraalsoort komt uit het geslacht Plexaura. Plexaura pinnata werd in 1910 voor het eerst wetenschappelijk beschreven door Nutting. 